# Gunz for Hire
Gunz for Hire est un groupe de hardstyle néerlandais, formé par Thijs Ploegmakers et Randy Wieland en 2011. En 2012, la popularité du groupe Gunz for Hire explose significativement dans la scène hardstyle avec leur apparition dans de grandes soirées comme Decibel Outdoor, Thrillogy et Qlimax. 

## Biographie
À l'été 2011, Randy Wieland et Thijs Ploegmakers commencent une collaboration officielle sous le nom de Gunz for Hire, après avoir initialement composé ensemble en 2009. Tous deux parviennent à s'allier afin de créer un nouveau son « hard, sombre et incontestablement agressif. » À leurs débuts, de nombreuses rumeurs, questions et théories circulent chez les auditeurs de hardstyle concernant l'identité de ces membres. À la création du groupe, les membres cherchent à s'approprier un nom unique, et s'identifient désormais sous le nom de Gunz for Hire. En 2012, le groupe remporte le Hard Dance Award dans la catégorie « meilleure nouvelle tête »,.
En 2013, le duo effectue sa toute première tournée sur le continent américain. À ce propos, ils expliquent lors d'une entrevue avec Magnetic Mag : « On est impatient de voir si l'Amérique est prête à entendre le côté le plus agressif du hardstyle et la musique de Gunz for Hire. C'est notre grande première en Amérique sous le nom de Gunz For Hire, alors on ne sait pas vraiment à quoi s'attendre. Mais on veut vraiment rencontrer nos fans américains, et leur apporter notre musique directement sur scène... » La même année, le duo atteint la 63e place du classement DJ Mag Top 100,,.
En février 2015, le groupe fait son retour aux côtés des DJs Obsession et Chimera, puis annonce travailler sur de nouveaux projets.